# Рудна труба
Рудна труба (рос. рудная труба, англ. ore pipe, англ. ore shoot; нім. Erzschlauch m, Erzschornstein m) — рудне тіло, витягнуте вздовж однієї осі з овальним поперечним перерізом. Рудні труби відомі серед епігенетичних ендогенних родовищ корисних копалин. Формуються внаслідок концентрації рудної речовини з магматичних розплавів і гідротермальних розчинів, що проникають з глибинних частин земної кори по тектонічних тріщинах або тріщинах добре проникних пластів. Іноді виникають внаслідок прориву розплавів або гарячої пари крізь товщу порід з утворенням трубок вибуху. Типовий приклад — алмазоносні кімберлітові трубки Сибіру і Півд. Африки. Відомі рудні труби, складені мідною, свинцево-цинковою, олов'яною і ін. рудою. За кутом занурення вглиб Землі розрізнюють круті рудні труби (понад 45°) і пологі (менше 45°).
Син. — рудний стовп, рудний канал.